# Iván Kirílov
Ivan Petrovich (`Johann') Kirilov ( translitera al cirílico Иван Петрович Кирилов) ( 1821- 1842 ) fue un botánico, y explorador ruso.
Realizó extensas expediciones botánicas con Grigory Karelin (1801-1872).

## Algunas publicaciones
- Atlas of the All-Russian Empire (Moscú & Leningrado)

## Honores
En su honor se nombran unas 16 especies:
- (Poaceae) Festuca kirelowii Steud. -- Syn. Pl. Glumac. 306 [1]
- (Rosaceae) Spiraea kirilowii Regel & Tiling -- Nouv. Mém. Soc. Imp. Naturalistes Moscou 11: 81. 1859

- La abreviatura «Kir.» se emplea para indicar a Iván Kirílov como autoridad en la descripción y clasificación científica de los vegetales.[2]

Posee en conjunto con Karelin, 404 registos IPNI de sus identificaciones y clasificaciones de nuevas especies.